# Championnat d'Antigua-et-Barbuda de football 2018-2019
Navigation
Saison précédente Saison suivante
La saison 2018-2019 du Championnat d'Antigua-et-Barbuda de football est la quarante-huitième édition de la Premier Division, le championnat de première division d'Antigua-et-Barbuda. Les dix formations de l'élite sont regroupées au sein d'une poule unique où elles s'affrontent deux fois, à domicile et à l'extérieur. En fin de saison, les deux derniers du classement sont relégués et remplacés par les deux meilleures formations de First Division tandis que le 8e dispute un barrage de promotion-relégation.
Fraîchement promu de 2e division, le Liberta FC remporte le championnat, avec seulement un point d'avance sur le tenant du titre, le Hoppers FC. Il s’agit du troisième titre de champion d'Antigua-et-Barbuda de l'histoire du club.

## Les clubs participants
- Aston Villa (promu)
- Five Islands FC
- Grenades FC
- Hoppers FC (tenant)
- Liberta FC (promu)
- Old Road FC
- Parham FC
- SAP FC
- Swetes FC
- Tryum FC

## Compétition
Le barème de points servant à établir le classement se décompose ainsi :
- Victoire : 3 points
- Match nul : 1 point
- Défaite : 0 point

### Classement
| Rang | Équipe          | Pts | J  | G  | N | P  | Bp | Bc | Diff |
| ---- | --------------- | --- | -- | -- | - | -- | -- | -- | ---- |
| 1    | Liberta FC P    | 34  | 18 | 10 | 4 | 4  | 27 | 14 | +13  |
| 2    | Hoppers FCT     | 33  | 18 | 10 | 3 | 5  | 36 | 25 | +11  |
| 3    | Grenades FC     | 32  | 18 | 10 | 2 | 6  | 25 | 17 | +8   |
| 4    | Old Road FC     | 31  | 18 | 10 | 1 | 7  | 35 | 22 | +13  |
| 5    | Parham FC       | 26  | 18 | 8  | 2 | 8  | 27 | 29 | -2   |
| 6    | Swetes FC       | 24  | 18 | 6  | 6 | 6  | 38 | 34 | +4   |
| 7    | Five Islands FC | 24  | 18 | 7  | 3 | 8  | 27 | 29 | -2   |
| 8    | Tryum FC        | 20  | 18 | 5  | 5 | 8  | 24 | 29 | -5   |
| 9    | SAP FC          | 18  | 18 | 6  | 0 | 12 | 26 | 47 | -21  |
| 10   | Aston VillaP    | 14  | 18 | 4  | 2 | 12 | 18 | 37 | -19  |

|  | Qualification pour la Caribbean Club Shield 2020 |
|  | Participation au barrage de promotion-relégation |
|  | Relégation directe en First Division             |
|  | T : Tenant du titre P : Promu de First Division  |

### Matchs

#### Barrage de promotion-relégation
Le 8e de Premier Division, Tryum FC, retrouve les 3e et 4e de First Division, John Hughes et Ottos Rangers respectivement, en poule de promotion-relégation. Les trois équipes s'affrontent une fois, seule la meilleure d'entre elles est promue ou se maintient parmi l'élite.
| Rang | Équipe             | Pts | J | G | N | P | Bp | Bc | Diff |  | Résultats (▼ dom., ► ext.) | Otto | Try | JHu |
| ---- | ------------------ | --- | - | - | - | - | -- | -- | ---- |  | -------------------------- | ---- | --- | --- |
| 1    | Ottos Rangers (D2) | 3   | 2 | 1 | 0 | 1 | 4  | 4  | 0    |  | Ottos Rangers (D2)         |      | 3-2 | 1-2 |
| 2    | Tryum FC           | 3   | 2 | 1 | 0 | 1 | 4  | 4  | 0    |  | Tryum FC                   |      |     | 2-1 |
| 3    | John Hughes (D2)   | 3   | 2 | 1 | 0 | 1 | 3  | 3  | 0    |  | John Hughes (D2)           |      |     |     |

- Ottos Rangers et Tryum FC sont départagés à la différence de buts particulière (3-2 pour les premiers). Tryum FC est donc relégué.

## Bilan de la saison
| Championnat d'Antigua-et-Barbuda de football 2018-2019 |                       |
| Champion                                               | Liberta FC (3e titre) |
| Coupes et trophées                                     |                       |
| Vainqueur de la Coupe d'Antigua-et-Barbuda 2018-2019   | Non disputée          |
| Qualifications continentales                           |                       |
| Caribbean Club Shield 2020                             | Liberta FC            |
| Promotions et relégations                              |                       |
| Promus en Premier Division                             | All Saints United FC  |
| Promus en Premier Division                             | Pigotts Bullets FC    |
| Promus en Premier Division                             | Ottos Rangers         |
| Relégués en First Division                             | Aston Villa           |
| Relégués en First Division                             | SAP FC                |
| Relégués en First Division                             | Tryum FC              |